# 兹米伊夫
兹米伊夫（羅馬化：Zmiyiv），或按俄语译为兹米约夫，是乌克兰哈爾科夫州丘胡伊夫区兹米伊夫市镇内的城市及该市镇的行政中心，2020年7月18日前为兹米伊夫区的行政中心。該市位於頓涅茨河右岸，距離州府哈爾科夫34公里，始建於1604年，面積55.77平方公里，海拔高度93米，2022年人口数量为13,737人。

## 城市名称
1976年，该市被更名为哥特瓦尔德（羅馬化：Gotval'd）以纪念已故的捷克斯洛伐克共產黨的领导人克莱门特·哥特瓦尔德。1990年被改回现名。

## 图集

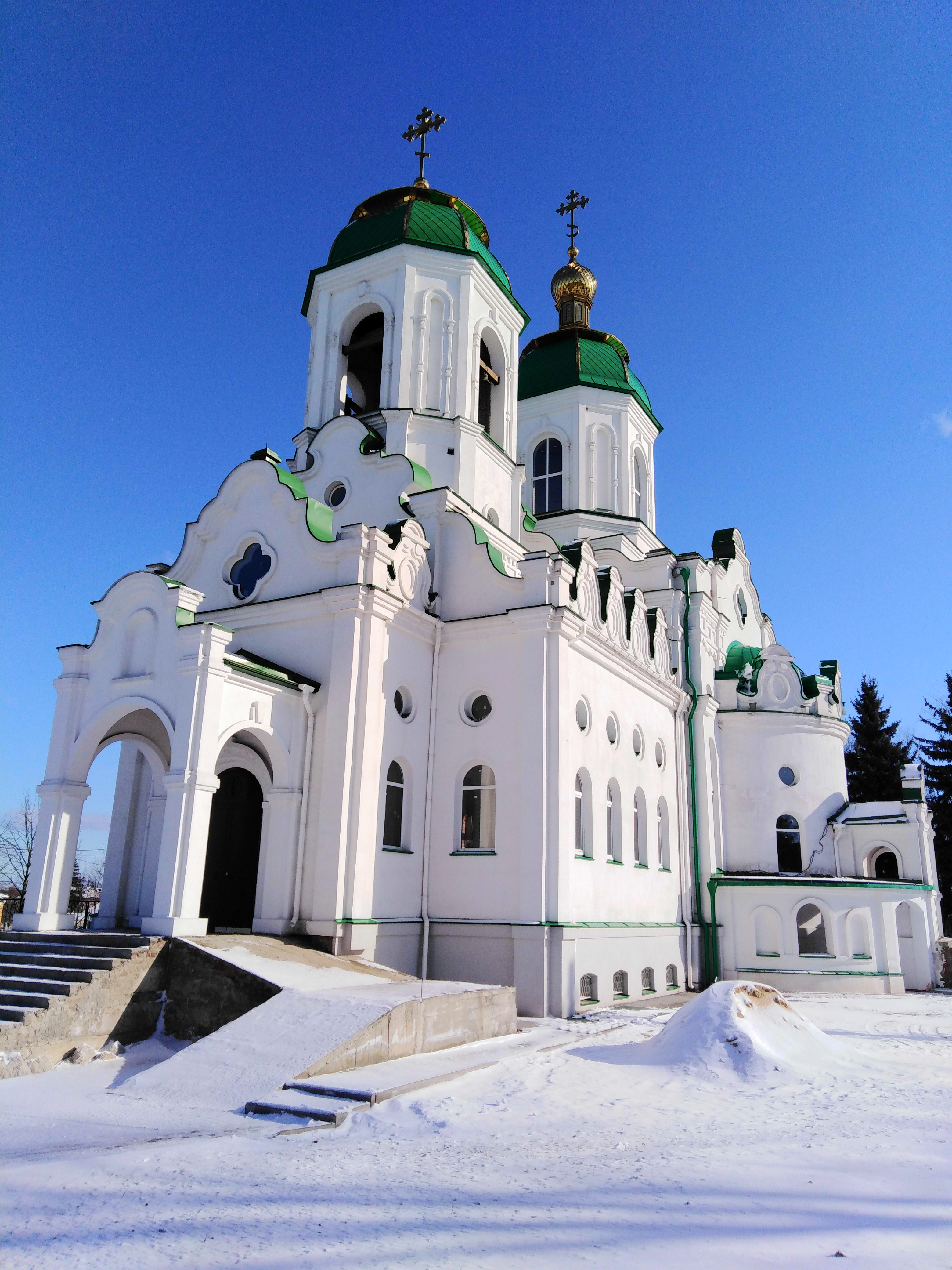
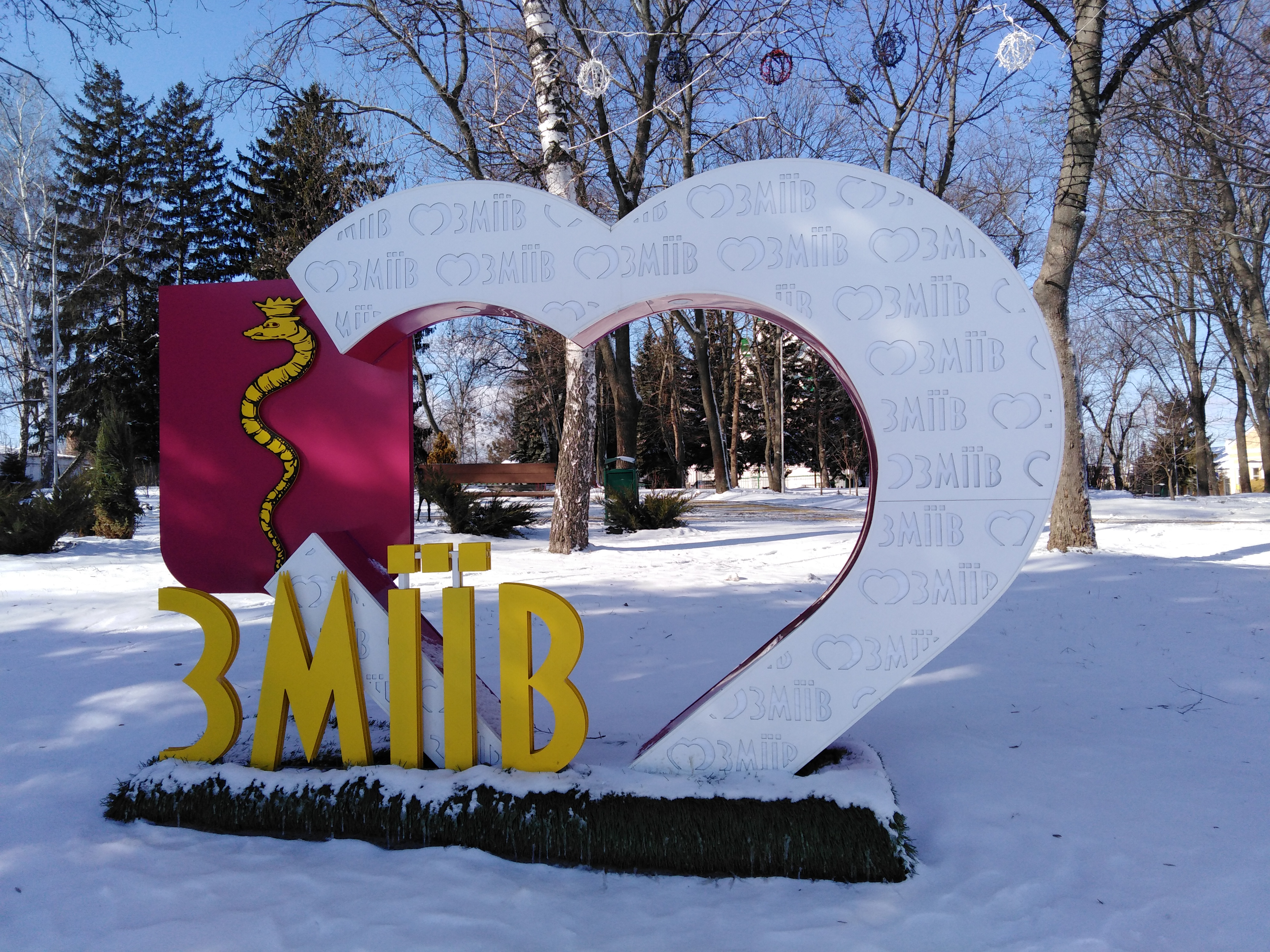
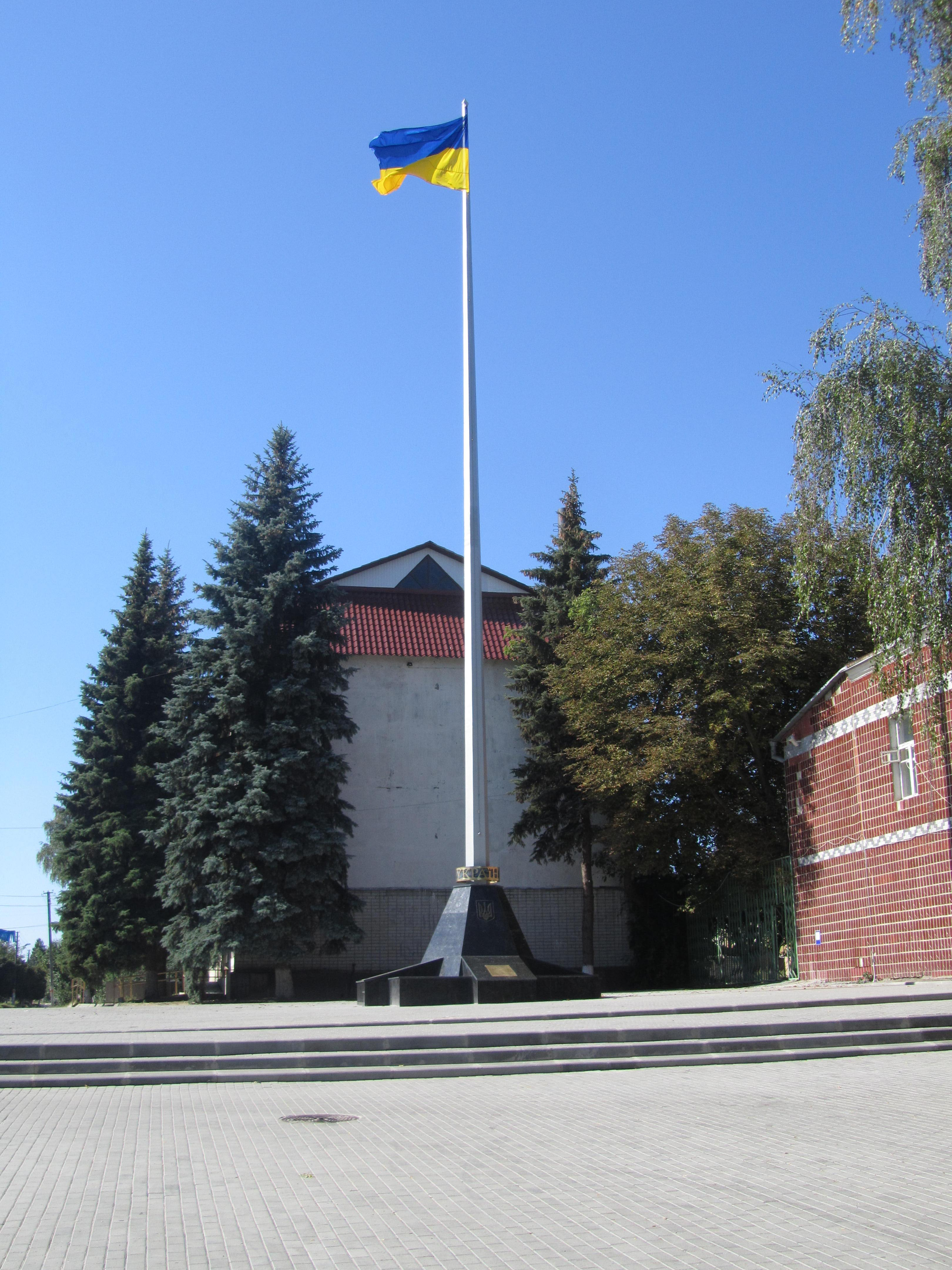
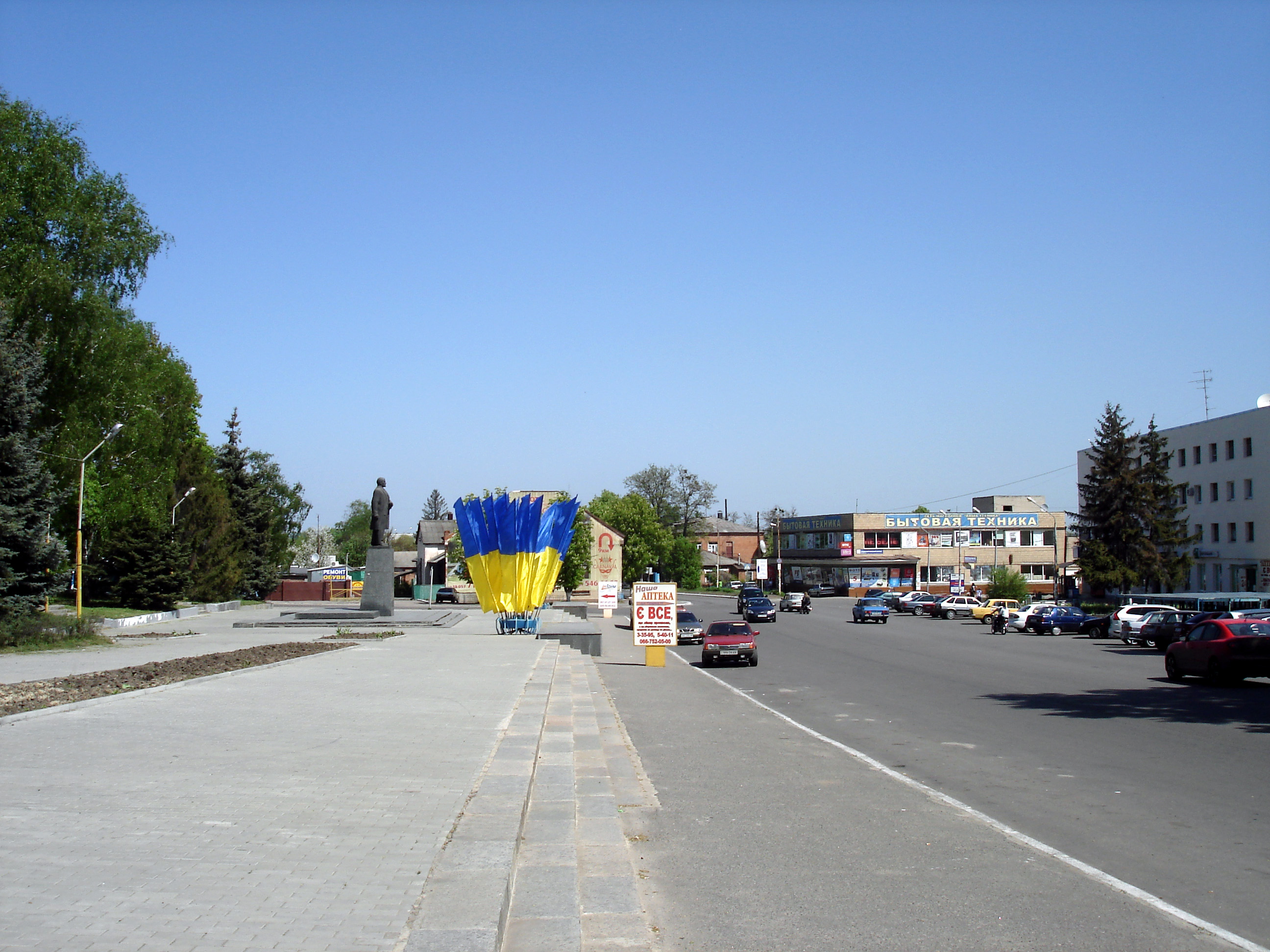
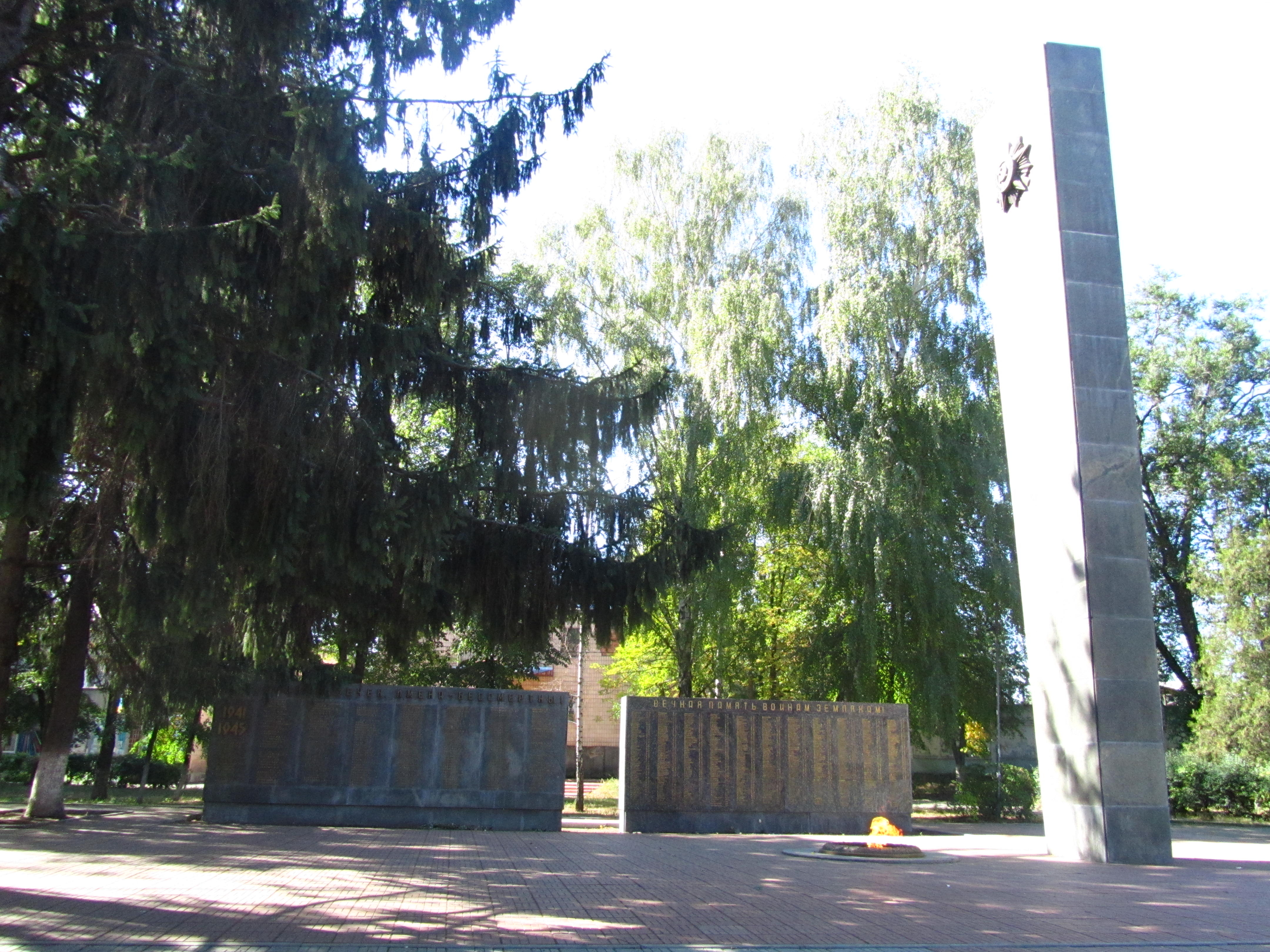
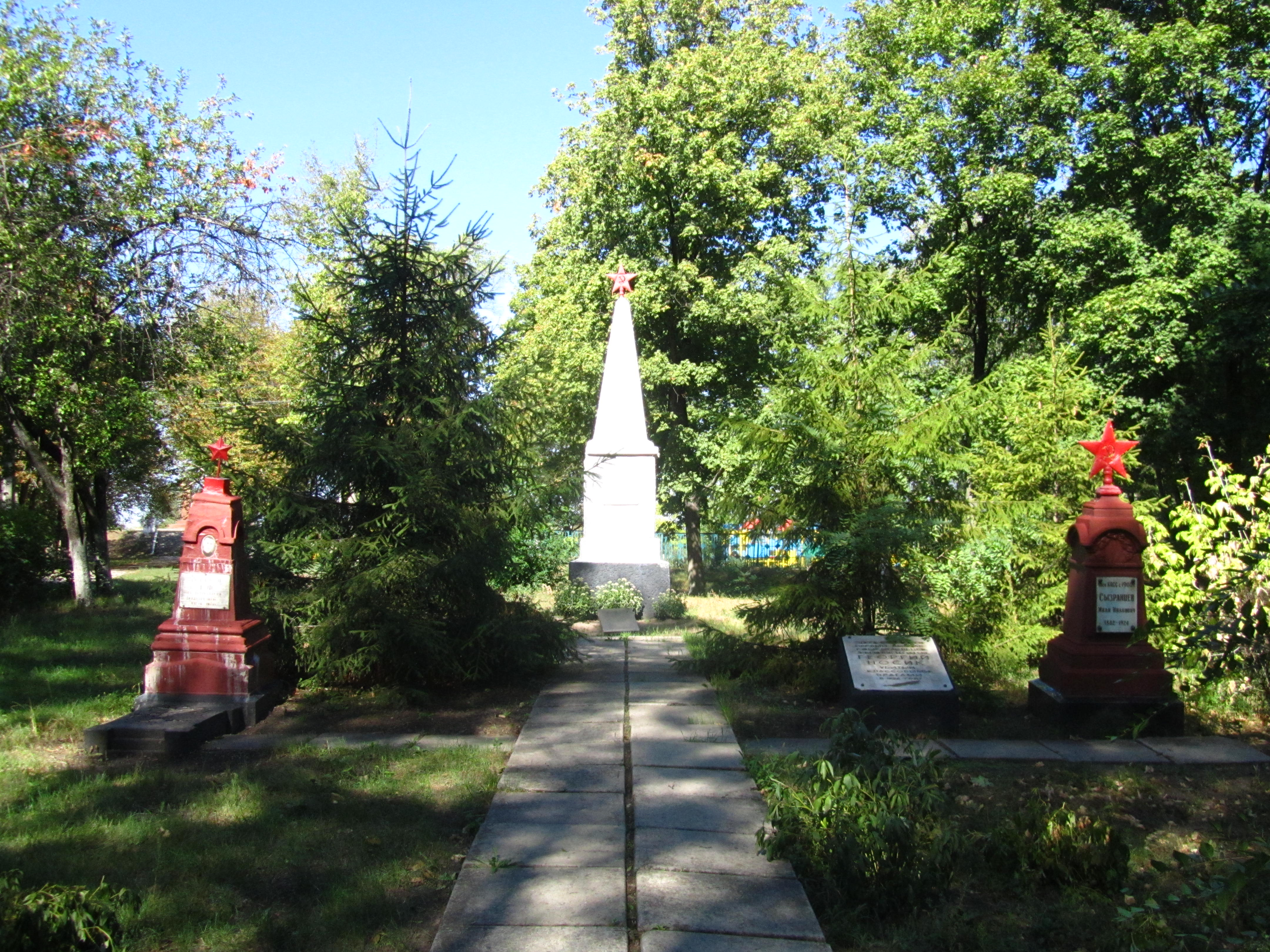
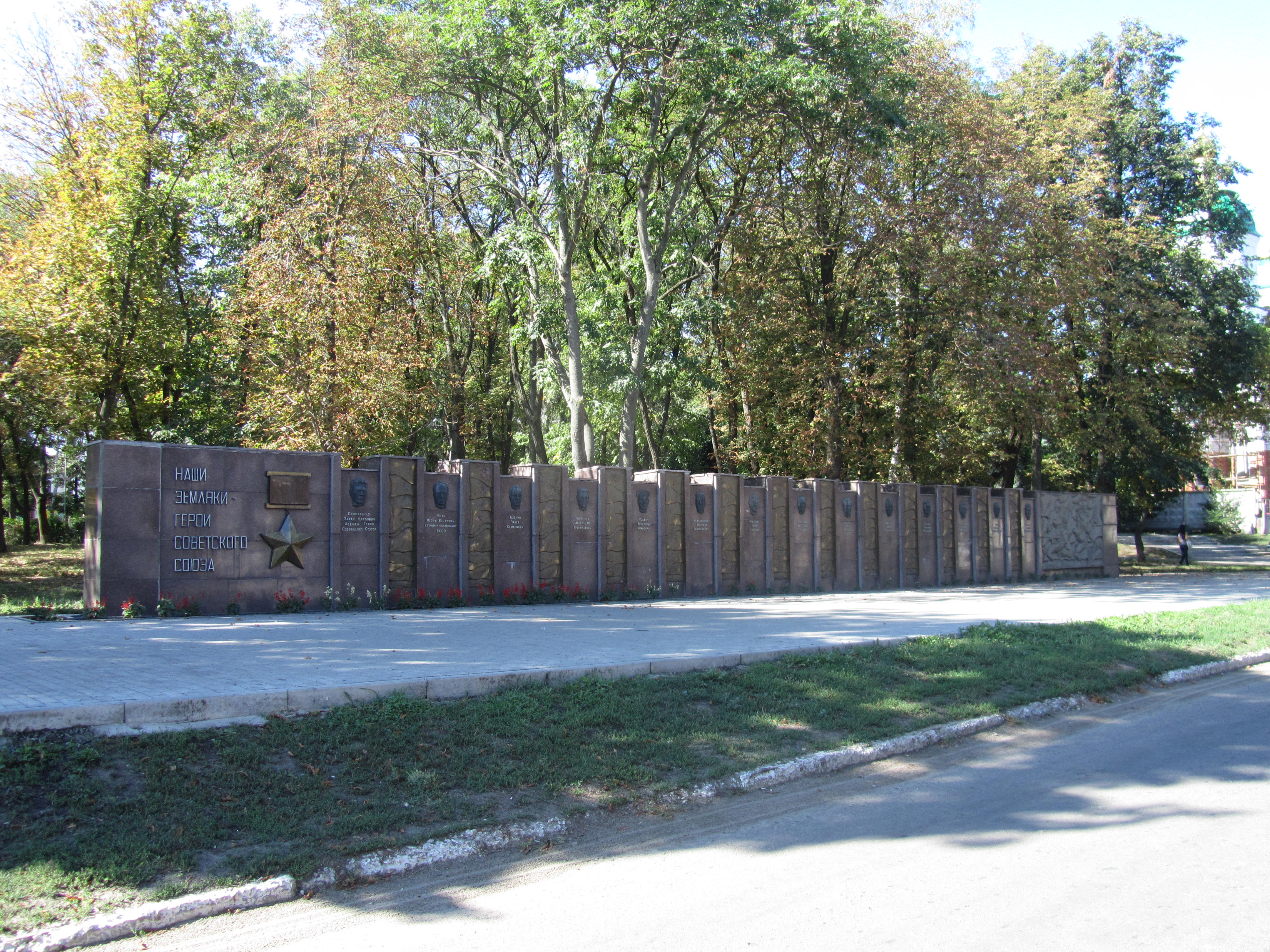
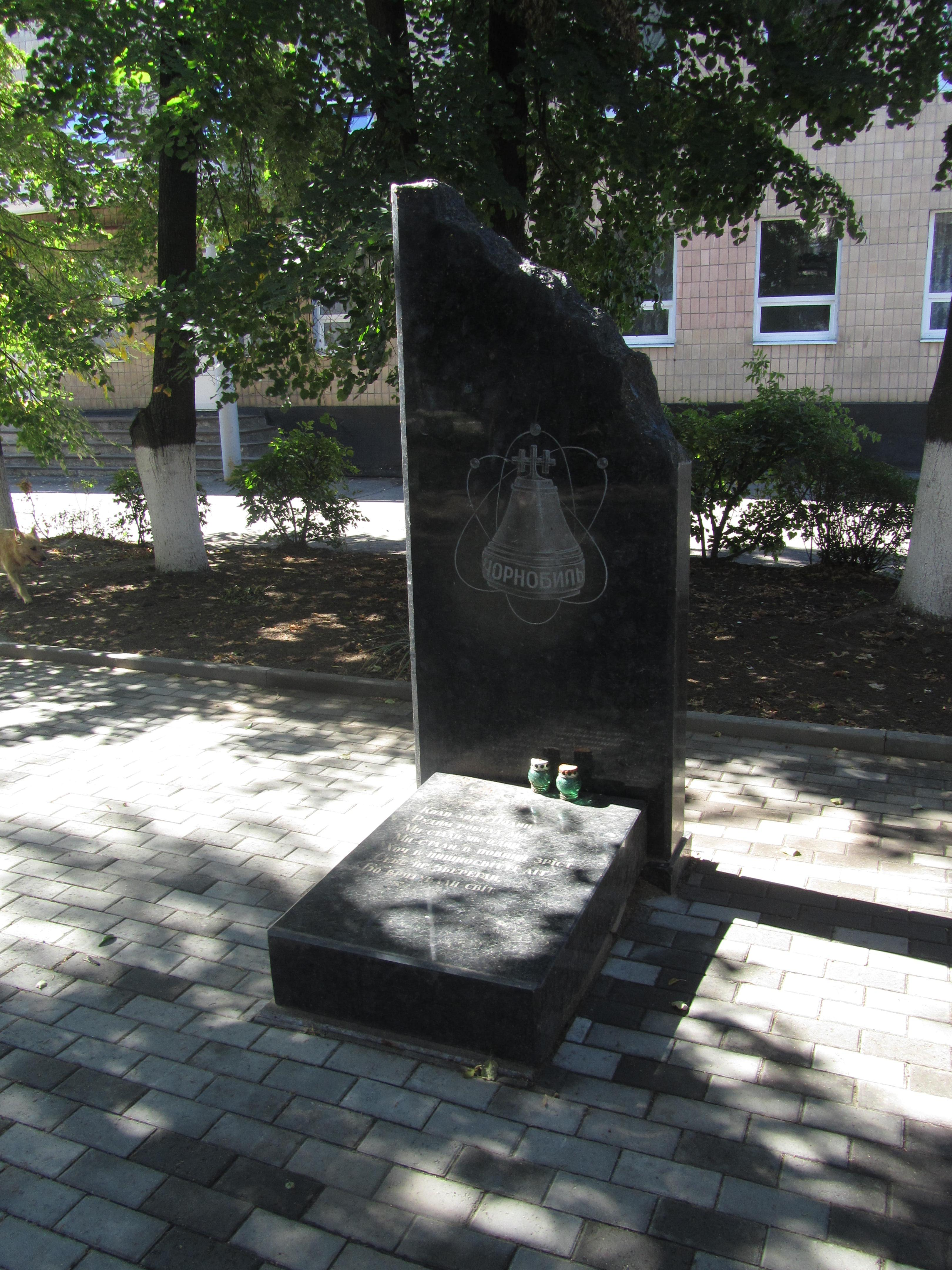
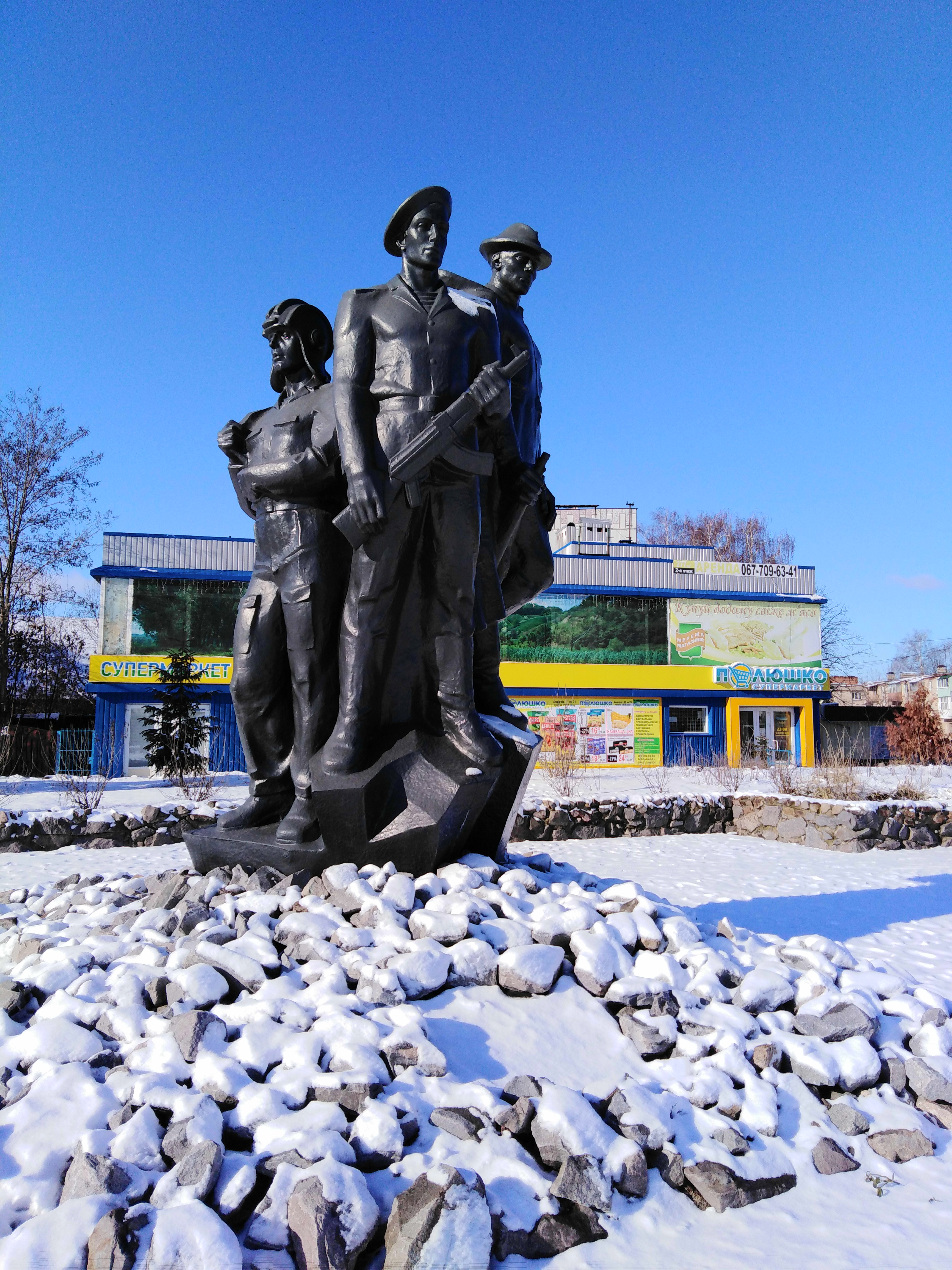
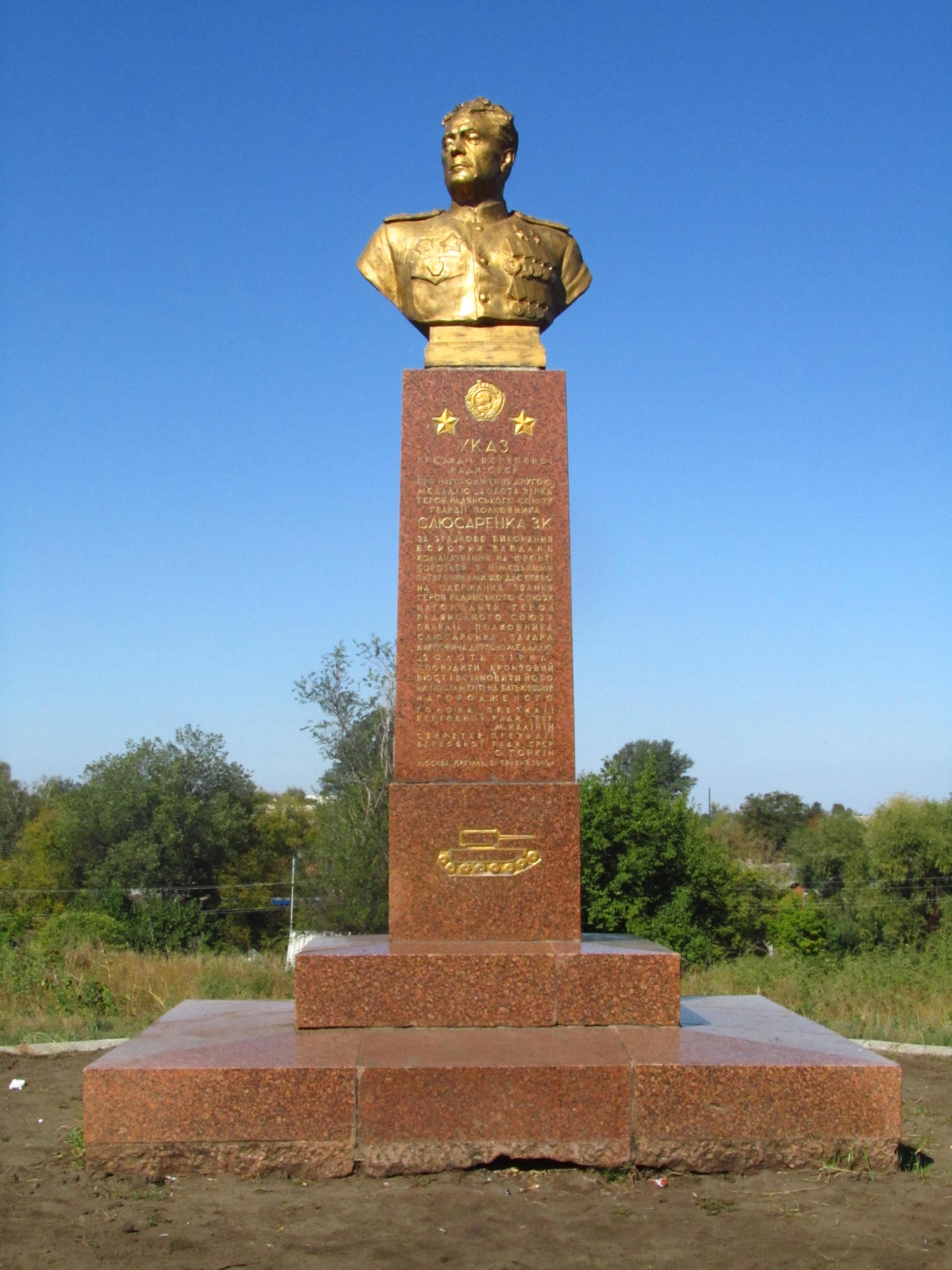
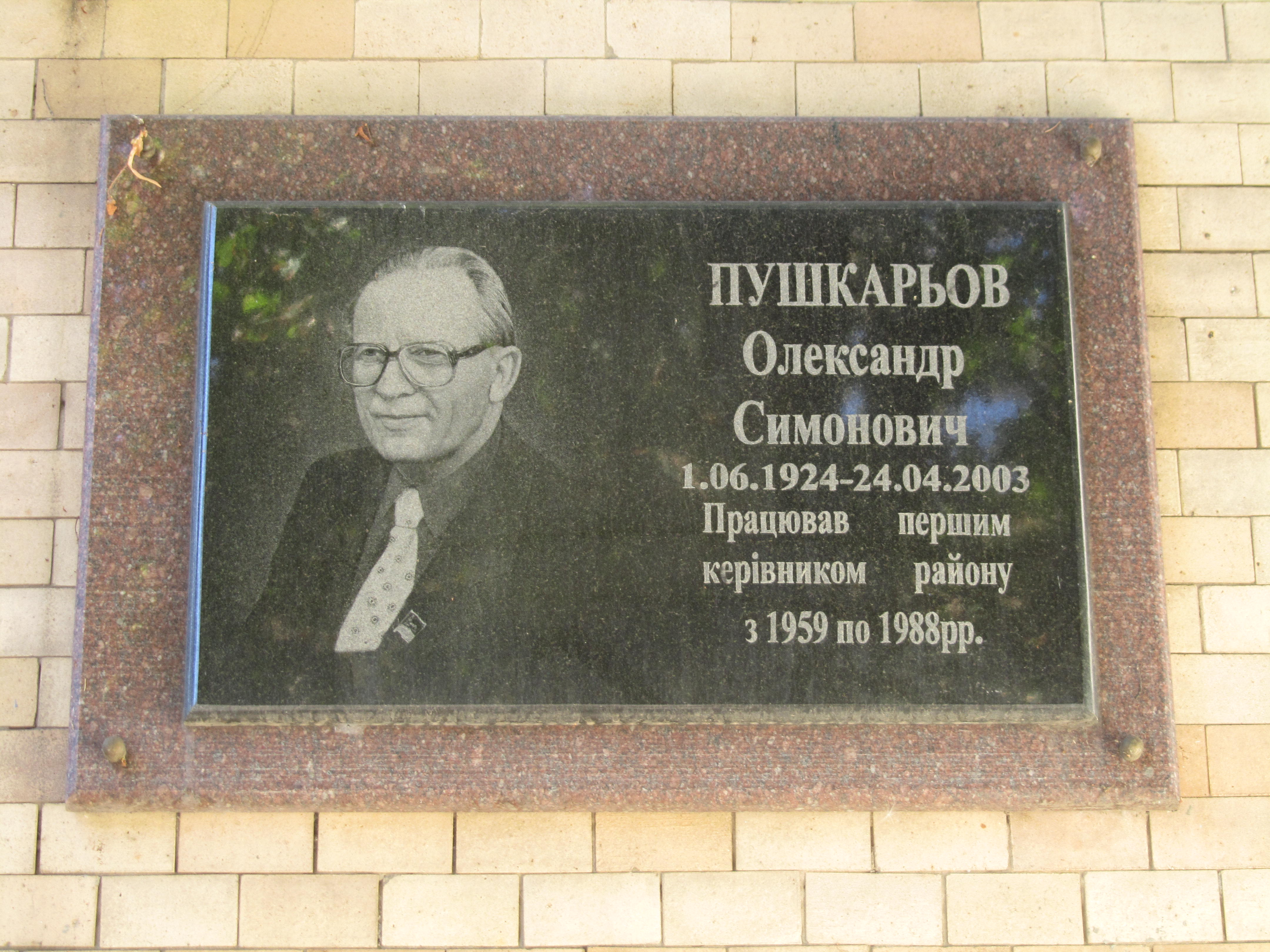
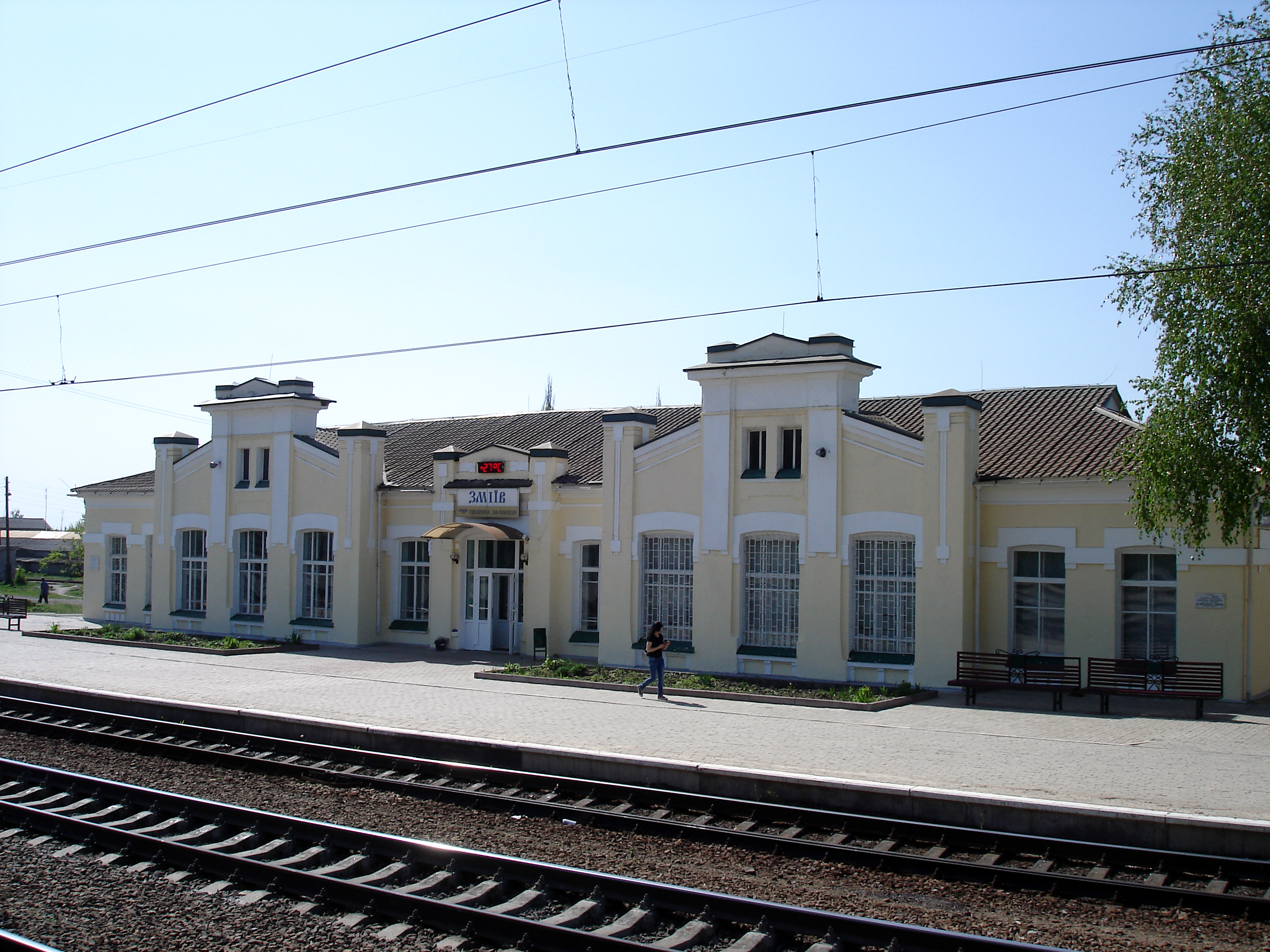

## 当地名人
- 伊戈尔·沃尔克：苏联宇航员。